# Wakimura Yoshitarō
Wakimura Yoshitarō (japanisch 脇村 義太郎; geb. 6. Dezember 1900 in Tanabe (Präfektur Wakayama); gest. 17. April 1997 in Zushi) war ein japanischer Wirtschaftswissenschaftler mit dem Schwerpunkt Unternehmensgeschichte.

## Leben und Werk
Wakimura Yoshitarō machte 1924 seinen Studienabschluss an der Universität Tōkyō und wurde Assistenzprofessor an seiner Alma Mater. 1935 bildete er sich in Europa und in den USA weiter. 1938 musste er, wie auch sein Kollege Arisawa Hiromi, im Zusammenhang mit dem „Volksfront-Zwischenfall“ die Universität verlassen.
Nach dem Pazifikkrieg konnte er seine Arbeit als Professor an der Universität Tōkyō fortsetzen, bis er 1961 als „Meiyo Kyōju“ verabschiedet wurde. Ab 1964 war er Mitglied der Akademie der Wissenschaften und von 1988 bis 1994 deren Präsident.
Wakimura war Marxist des Rōnō-Flügels Er war ein Experte der internationalen Wirtschaft und der Erdöl-Probleme. Eine Gesamtausgabe seiner Publikationen wurde unter dem Titel „Wakimura Yoshitarō chosaku-shū“ (脇村義太郎著作集) in fünf Bänden herausgegeben.
1992 wurde Wakimura als Person mit besonderen kulturellen Verdiensten geehrt.